# Fruits et fleurs dans une corbeille d'osier
Fruits et fleurs dans une corbeille d'osier est un tableau réalisé par le peintre français Antoine Berjon en 1810.

## Historique
Considéré comme une œuvre majeure de l'artiste, le tableau a été présenté au salon de 1810 à Paris. Il est conservé au musée des Beaux-Arts de Lyon, qui en a fait l'acquisition par un achat à l'artiste en 1811. Il s'agit du premier tableau de fleurs lyonnais à être entré dans les collections du musée.

## Description
Cette peinture à l'huile sur toile de 108,8 × 89,2 cm représente un bouquet de fleurs composé de fleurs de différentes saisons, notamment des roses, des pivoines, des œillets, des roses trémières, des tulipes, des renoncules, des coquelicots, des hortensias et des tournesols, dans une corbeille en osier entourée de fruits (des melons, quelques grappes de raisin), posée sur une table en marbre.
L'artiste s'est attaché à reproduire les différents éléments qui composent le tableau avec une extrême précision, s'inspirant en cela des peintres hollandais des XVIIIe et XIXe siècles, notamment Jan van Huysum, poussant le souci du détail jusqu'à peindre sur le melon au premier plan une mouche si réaliste qu'on la croirait posée sur la toile.

## Expositions
- Salon de 1810 au Musée Napoléon, Paris.